# The Pacific
The Pacific ist eine zehnteilige Miniserie des amerikanischen Pay-TV-Senders HBO aus dem Jahr 2010. Die Serie ist ein Pendant zu der neun Jahre vorher produzierten Miniserie Band of Brothers – Wir waren wie Brüder und wurde wie diese von Tom Hanks und Steven Spielberg als Executive Producer produziert. Wie der Titel schon andeutet, geht es um den pazifischen Kriegsschauplatz während des Zweiten Weltkriegs und um die dortigen Kampfhandlungen des United States Marine Corps.
The Pacific dreht sich hauptsächlich um die unterschiedlichen Erfahrungen dreier Marineinfanteristen, Eugene Sledge, Robert Leckie und John Basilone, die in verschiedenen Regimentern der 1. US-Marineinfanteriedivision dienten.

## Produktion

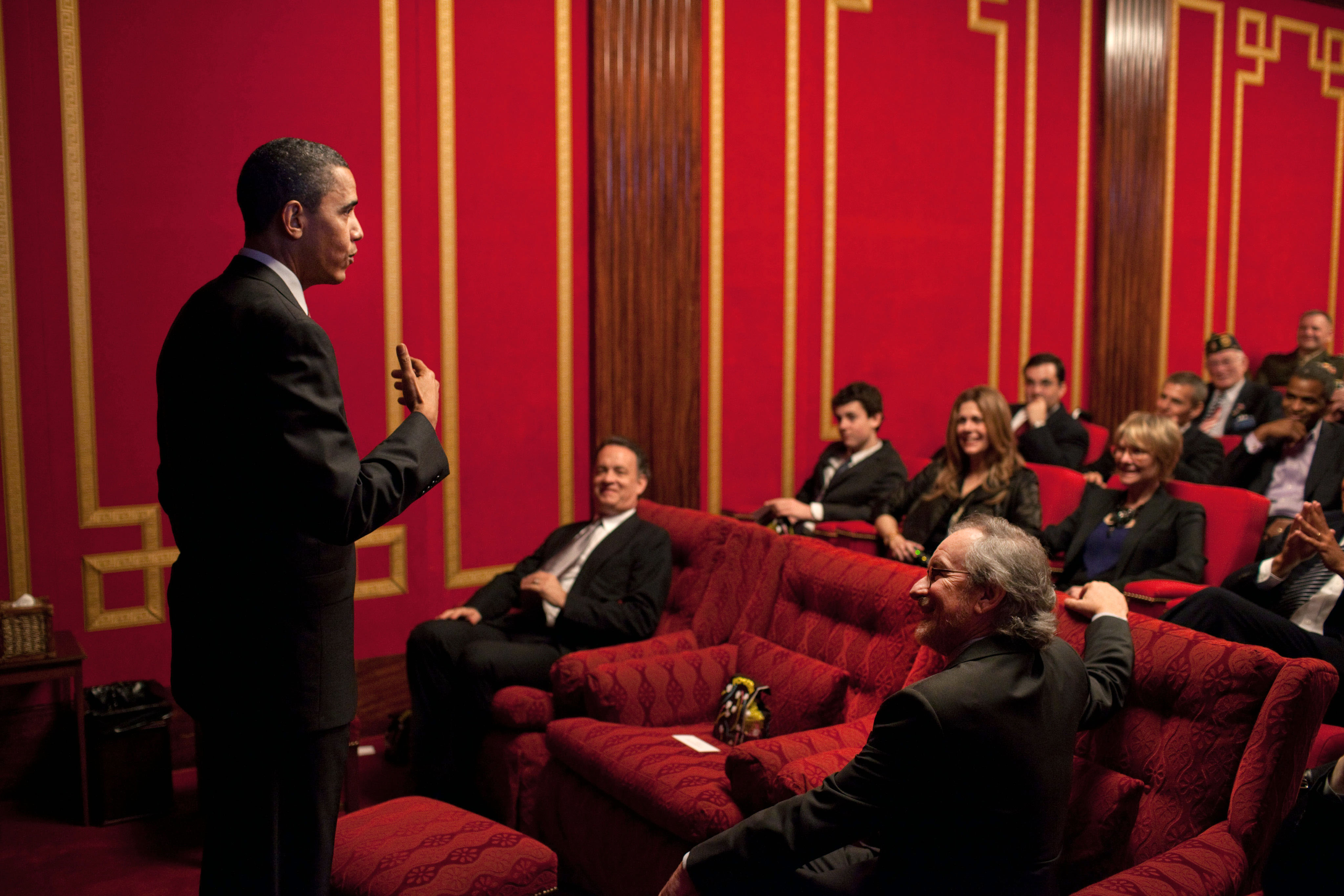
Präsident Barack Obama vor einer Ausstrahlung von The Pacific im „Family Theater“ des Weißen Hauses am 11. März 2010. Tom Hanks und Steven Spielberg sitzen in der ersten Reihe.

Die Aufnahmen für die einzelnen Episoden der Serie begannen im August 2007 in Australien. Hauptdrehorte waren unter anderem Port Douglas (Queensland), Melbourne und das ländliche Victoria. Das Budget betrug etwa 217 Millionen US-Dollar. Damit ist The Pacific die bisher teuerste in Australien gedrehte Fernsehserie. Im April 2009 wurde angekündigt, dass die zwei Jahre währenden Dreharbeiten kurz vor dem Ende stünden und die Serie im März 2010 in den USA ihre Premiere feiere. Laut der australischen Tageszeitung The Herald Sun wurden im Rahmen der Produktion etwa 4.000 Mitwirkende beschäftigt. In Deutschland wurde die Serie erstmals zwischen dem 15. Juli und 16. September 2010 von Kabel eins ausgestrahlt.

## Handlung
Grundlage der Handlungen sind vor allem zwei Memoiren von Kriegsveteranen des Pazifikkrieges. Vom alten Schlag: Der Zweite Weltkrieg am anderen Ende der Welt. Erinnerungen von Eugene Sledge und Helmet for My Pillow von Robert Leckie konfrontierten die Produzenten mit kriegsnahen Erlebnissen. Daneben stützt sich die Handlung auf China Marine, ebenfalls von Sledge, sowie Red Blood, Black Sand, die Erinnerungen von Chuck Tatum, der neben John Basilone in der Schlacht um Iwojima kämpfte. Umrahmt werden diese autobiographischen Elemente von geschichtsträchtigen Ereignissen, so etwa den Schlachten um Guadalcanal, Peleliu, Okinawa und Iwojima.
Der Fokus liegt dabei immer auf relativ wenigen Einzelschicksalen innerhalb einer Gruppe von Marines. Es wird ein dreckiges, realistisches Bild des Krieges gezeichnet und welche Auswirkungen er auf die Soldaten hat. Insbesondere durch den Fanatismus der japanischen Soldaten werden die Marines zusehends hasserfüllter und verrohen immer mehr.
Die Kämpfe werden ebenso realistisch gezeigt. Statt actionreicher Nahkämpfe gibt es eher unpersönliche Gefechte auf große Distanz, wobei erheblich mehr Zeit außerhalb der Kämpfe verbracht wird.

## Drehorte
- Innerhalb und in der Umgebung von Port Douglas, Queensland (August bis November 2007):[11]
  - Mossman, Queensland.[12]
  - Mowbray Valley in Drumsara.[12]
  - Die ausführenden Produzenten von „The Pacific“, Tom Hanks und Stephen Spielberg, sprachen am 11. März mit Veteranen des Pazifikkriegs im Zweiten Weltkrieg.Rocky Point Strände.[12]
- Im ländlichen Victoria:[1][13]

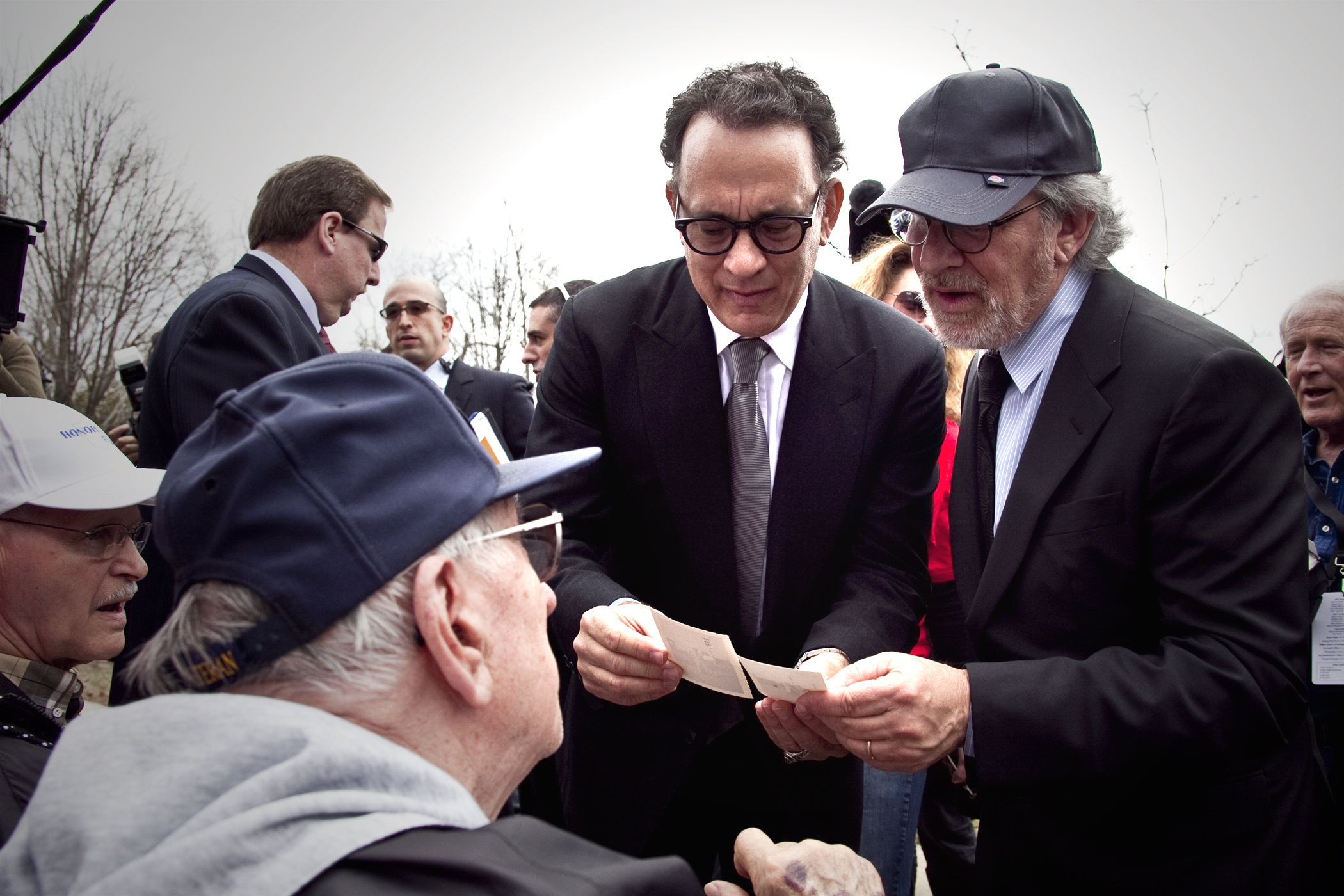
Die ausführenden Produzenten von „The Pacific“, Tom Hanks und Stephen Spielberg, sprachen am 11. März mit Veteranen des Pazifikkriegs im Zweiten Weltkrieg.

  - In den You Yangs in der Nähe von Lara, Victoria (November bis Dezember 2007).[14]
  - Sandy Creek Road in der Nähe von Geelong, Victoria (November 2007 – Februar 2008).[15]
  - Bundoora, Victoria.[16]
    - Auf dem Campus der La Trobe University, Bundoora (später Mai 2008).[17]
- Melbourne:
  - Central City Studios in den Melbourne Docklands (März 2008).[18][19]
  - Flinders Street (Februar 2008).[20][21]
  - Kreuzung der Swanston und Flinders Street (Februar 2008).[22]
  - Flinders Street Station (Februar 2008).[23]
  - Railway Hotel (Dezember 2007).[24]
  - Scotch College (Dezember 2007).[24]
  - Melbourne High School (Dezember 2007).[24][25]

## Besetzung
Folgende Darsteller besetzen die Rollen in der Miniserie:
Die Serie wurde bei der EuroSync vertont. Hans-Jürgen Wolf schrieb die Dialogbücher und führte die Dialogregie.
| Schauspieler           | Rolle                                                  | Deutsche Synchronstimme   |
| ---------------------- | ------------------------------------------------------ | ------------------------- |
| Joseph Mazzello        | Corporal Eugene Sledge (1923–2001)                     | Wanja Gerick              |
| Jon Seda               | Gunnery Sergeant John Basilone (1916–1945)             | Jesco Wirthgen            |
| James Badge Dale       | Private First Class Robert Leckie (1920–2001)          | Frank Schaff              |
| Ashton Holmes          | Private First Class Sidney Phillips (1924–2015)        | Tim Sander                |
| William Sadler         | Colonel Lewis „Chesty“ Puller (1898–1971)              | Joachim Kerzel            |
| Annie Parisse          | Sergeant Lena Basilone (1913–1999)                     | Dorette Hugo              |
| Claire van der Boom    | Stella                                                 | Natascha Geisler          |
| Isabel Lucas           | Gwen                                                   | Luisa Wietzorek           |
| Cariba Heine           | Phyllis                                                |                           |
| Jacob Pitts            | Private First Class Bill „Hoosier“ Smith (1922–1985)   | Peter Lontzek             |
| Brendan Fletcher       | Private First Class Bill Leyden (1927–2008)            | Marcel Collé              |
| Matt Craven            | Dr. Grant                                              | Joachim Tennstedt         |
| Nathan Corddry         | Private First Class Loudmouth (gefallen 1944)          | Constantin von Jascheroff |
| Rami Malek             | Corporal Merriell „Snafu“ Shelton (1922–1993)          | Oliver Feld               |
| Matthew Dale           | Sergeant John Marmet                                   |                           |
| Damon Herriman         | Merrin                                                 |                           |
| Ben Esler              | Private First Class Charles „Chuck“ Tatum (1926–2014)  | Konrad Bösherz            |
| Joshua Close           | Major Edward Sledge (1920–1985)                        |                           |
| Jon Bernthal           | Sergeant Manuel „Manny“ Rodriguez (gefallen 1942)      | David Turba               |
| Gary Sweet             | Sergeant Elmo „Gunny“ Haney (1898–1979)                | Hans-Jürgen Wolf          |
| Martin McCann          | Corporal Romus V. Burgin (1922–2019)                   | Ozan Ünal                 |
| Keith Nobbs            | Private First Class Wilbur „Runner“ Conley (1921–1997) | Felix von Jascheroff      |
| Leon Ford              | Lieutenant Edward „Hillbilly“ Jones (1917–1944)        | Jaron Löwenberg           |
| Freddie Joe Farnsworth | Lieutenant „Stumpy“ Hanley                             |                           |
| Simon Bossell          | Doc Stern                                              |                           |
| Tom Budge              | Private First Class Ronnie Gibson                      | Kim Hasper                |
| Braydn Michael         | Robert Marshall                                        |                           |
| Scott Gibson           | Captain Andrew „Ack Ack“ Haldane (1917–1944)           | Till Endemann             |
| Joshua Biton           | Sergeant J.P. Morgan (1919–1980)                       | Tobias Müller             |
| Josh Helman            | Corporal Lew „Chuckler“ Juergens (1918–1982)           | Asad Schwarz              |
| Henry Nixon            | Lieutenant Hugh „Ivy League“ Corrigan (1920–2005)      | Robin Kahnmeyer           |
| Dwight Braswell        | Private First Class Steve Evanson (1928–1945)          | Nick Forsberg             |
| Karl Cottee            | Corporal Pegg                                          | Gerrit Schmidt-Foß        |
| Anna Torv              | Virginia Grey (1917–2004)                              | Bianca Krahl              |
| Adelaide Clemens       | Mitarbeiterin in der Registratur                       | Maria Koschny             |
| Tom Hanks              | Erzähler                                               | Helmut Krauss             |

## Auszeichnungen
Bei der Primetime-Emmy-Verleihung 2010 erhielt The Pacific 24 Nominierungen und gewann acht Preise, darunter in der Kategorie Beste Miniserie. 2011 folgte eine Nominierung für den Golden Globe Award in der Kategorie Beste Mini-Serie oder Fernsehfilm.

## Episodenliste
| #  | Originaltitel            | Deutscher Titel        | Erstausstrahlung (HBO) | Deutsche Erstausstrahlung (Kabel1) | Zusammenfassung | Regie                         | Drehbuch                                              |
| 1  | Guadalcanal/Leckie       | Guadalcanal            | 14. März 2010          | 15. Juli 2010                      | Robert Leckie und das 1st Marine Regiment landen auf Guadalcanal und nehmen an der Schlacht am Tenaru teil. Die in der Nähe statt findende Schlacht vor Savo Island wird angedeutet.                                                               | Tim Van Patten                | Bruce C. McKenna                                      |
| 2  | Basilone                 | Basilone               | 21. März 2010          | 22. Juli 2010                      | John Basilone und das 7th Marine Regiment landen auf Guadalcanal, um die Verteidigung beim Henderson Field zu unterstützen. | David Nutter                  | Bruce C. McKenna                                      |
| 3  | Melbourne                | Melbourne              | 28. März 2010          | 29. Juli 2010                      | Die 1st Marine Division auf Guadalcanal wird abgelöst und erreicht Melbourne, Australien. Basilone erhält die Medal of Honor und wird nach Hause geschickt, um Kriegsanleihen zu verkaufen.                                                        | Jeremy Podeswa                | George Pelecanos & Michelle Ashford                   |
| 4  | Gloucester/Pavuvu/Banika | Cape Gloucester        | 4. April 2010          | 5. August 2010                     | Eugene Sledge verpflichtet sich für die Marines und trainiert den Kampfeinsatz, während Leckie und die 1st Marine Division in den Kampf um Cape Gloucester müssen. Leckie wird danach in dem Marinestützpunkt auf Pavuvu wegen Enuresis behandelt. | Graham Yost                   | Robert Schenkkan & Graham Yost                        |
| 5  | Peleliu Landing          | Peleliu – Die Landung  | 11. April 2010         | 12. August 2010                    | Auf Pavuvu trifft Sledge einen Freund aus seiner Heimat, Sydney Phillips. Leckie wird wieder in die Kampftruppen integriert. Er und Sledge landen daraufhin mit der 1st Marine Division auf Peleliu.                                               | Carl Franklin                 | Laurence Andries & Bruce C. McKenna                   |
| 6  | Peleliu Airfield         | Peleliu – Das Flugfeld | 18. April 2010         | 19. August 2010                    | Die Marines sollen den wichtigen Flughafen auf Peleliu einnehmen. Leckie wird verwundet und evakuiert. | Tony To                       | Bruce C. McKenna, Laurence Andries & Robert Schenkkan |
| 7  | Peleliu Hills            | Peleliu – Die Hügel    | 25. April 2010         | 26. August 2010                    | Sledge und die K-Kompanie des 3rd Bataillon, 5th Marine Regiment, kämpfen in der „Bloody Nose Ridge“ auf Peleliu gegen die Japaner. Dabei wird Andrew „Ack-Ack“ Haldane von einem Scharfschützen getroffen und stirbt.                             | Tim Van Patten                | Bruce C. McKenna                                      |
| 8  | Iwo Jima                 | Iwo Jima               | 2. Mai 2010            | 2. September 2010                  | Basilone kehrt zu den Marines zurück, wo er zur 5th Marine Division transferiert wird, um zunächst Rekruten zu trainieren. Er macht Lena Riggi den Hof und heiratet sie. Danach nimmt er an der Schlacht um Iwojima teil, in der er fällt.         | David Nutter & Jeremy Podeswa | Robert Schenkkan & Michelle Ashford                   |
| 9  | Okinawa                  | Okinawa                | 9. Mai 2010            | 9. September 2010                  | Sledge und die 1st Marine Division landen auf Okinawa. Er wird immer brutaler und zeigt keinerlei Mitleid gegenüber Japanern mehr. | Tim Van Patten                | Bruce C. McKenna                                      |
| 10 | Home                     | Heimat                 | 16. Mai 2010           | 16. September 2010                 | Sledge und Leckie kehren nach der Kapitulation Japans nach Hause zurück. | Jeremy Podeswa                | Bruce C. McKenna & Robert Schenkkan                   |

## Veröffentlichung
Die Serie wurde am 26. November 2010 als DVD-Box sowie als Blu-ray-Box veröffentlicht. Beide erschienen in einer Metallbox. Am 23. Februar 2012 erschien die DVD-Box erneut in einer Umverpackung aus Pappe. Alle Varianten sind ab 16 Jahren freigegeben und sind ungeschnitten.